# Миодраг Андрић
Миодраг Андрић (Крагујевац, 28. јануар 1943 — Загреб, 22. јануар 1989), познатији као Љуба Мољац, био је српски позоришни, филмски и телевизијски глумац.

## Биографија
Миодраг Андрић је рођен у Крагујевцу. Као дечак са породицом одлази у Београд у ком је одрастао и школовао се. Помало је користио начин глуме као Бастер Китон, тј. ни у најсмешнијим ситуацијама он се није смејао. Други су га опет, поредили са чувеним америчким комичарем Ленијем Брусом. Преминуо је у Загребу, 22. јануара 1989. године, претходно добивши излив крви у мозак, и то на бини док се налазио на турнеји са „Три мускетара“ (са Милованом Илићем Минимаксом и Јовом Радовановићем) у банијском месту Глина у Хрватској. Године 2004, по његовом сценарију је снимљен филм „Пљачка Трећег рајха“. Био је стални члан и првак позоришта „Атеље 212“ из Београда.

## Улоге
|                   | 1960▼ | 1970▼ | 1980▼ | 1990▼ | Укупно |
| ----------------- | ----- | ----- | ----- | ----- | ------ |
| Дугометражни филм | 11    | 9     | 11    | 0     | 31     |
| ТВ филм           | 3     | 10    | 2     | 0     | 15     |
| ТВ серија         | 6     | 3     | 8     | 0     | 17     |
| ТВ мини серија    | 1     | 0     | 0     | 0     | 1      |
| ТВ кратки филм    | 0     | 1     | 0     | 0     | 1      |
| Кратки филм       | 1     | 1     | 0     | 1     | 3      |
| Укупно            | 22    | 24    | 21    | 1     | 68     |

| Год.       | Назив                                       | Улога                   |
| ---------- | ------------------------------------------- | ----------------------- |
| 1960-е▲    |                                             |                         |
| 1964.      | Музеј воштаних фигура (ТВ серија)           | личност немог филма     |
| 1965.      | Проверено, нема мина                        | Младић у колони         |
| 1965.      | Инспектор                                   | силеџија у возу         |
| 1966.      | Штићеник                                    |                         |
| 1967.      | Кад будем мртав и бео                       |                         |
| 1967.      | Кафаница на углу                            |                         |
| 1967.      | Деца војводе Шмита                          |                         |
| 1967.      | Волите се људи                              |                         |
| 1967.      | Љубавни случај или трагедија службенице ПТТ | Мића                    |
| 1968.      | Није него                                   |                         |
| 1968.      | Све ће то народ позлатити (ТВ)              |                         |
| 1968.      | Делије                                      |                         |
| 1968.      | Нови живот                                  |                         |
| 1968.      | Кад голубови полете                         | лопов                   |
| 1968.      | Сирота Марија                               |                         |
| 1968.      | Вукадин                                     | Вукадин                 |
| 1968.      | Код Лондона                                 |                         |
| 1969.      | Баксуз                                      |                         |
| 1969.      | Заседа                                      | Пијани млади војник     |
| 1969.      | Самци 2                                     |                         |
| 1969.      | Велики дан                                  |                         |
| 1970-е▲    |                                             |                         |
| 1970.      | Сирома сам ал’ сам бесан                    | тракториста             |
| 1970.      | Бурдуш                                      | Лепи Цане               |
| 1970-1971. | Леваци                                      | Љупче                   |
| 1971.      | Баријоново венчање                          |                         |
| 1971.      | Нокаут                                      |                         |
| 1971.      | Опклада                                     | Тимотије                |
| 1971.      | Мистерије организма                         | војник                  |
| 1972.      | Како (ТВ серија)                            |                         |
| 1973.      | Близанци                                    |                         |
| 1973.      | Камионџије                                  | Тоза                    |
| 1973.      | Жута                                        | Бранимир Хаџи-Ускоковић |
| 1973.      | Паја и Јаре - Камионџије                    |                         |
| 1974.      | Једног лепог, лепог дана                    |                         |
| 1974.      | Провод (ТВ)                                 | Хорне                   |
| 1974.      | Поштење                                     |                         |
| 1974.      | Реквијем за тешкаша                         |                         |
| 1975.      | Бориско и Наталија                          |                         |
| 1975.      | Андра и Љубица                              | Васа Тајсон             |
| 1976.      | Све што је било лепо                        | Младић у куглани        |
| 1977.      | Мушмуле са најлепшим жељама                 |                         |
| 1978.      | Молијер                                     |                         |
| 1979.      | Срећна породица                             | тенисер                 |
| 1979.      | Радио Вихор зове Анђелију                   | Боле Дискос             |
| 1979.      | Какав дан                                   |                         |
| 1980-е▲    |                                             |                         |
| 1980.      | Мајстори, мајстори                          | Шиља                    |
| 1980.      | Врућ ветар                                  | стражар испред хотела   |
| 1981.      | Лаф у срцу                                  | шверцер панталона       |
| 1982.      | Докторка на селу                            | Драгиша                 |
| 1982.      | Приче преко пуне линије                     |                         |
| 1983.      | Имењаци (ТВ серија)                         |                         |
| 1984.      | Маламбо                                     | Миша                    |
| 1984.      | Мољац (филм)                                | Љуба Мољац              |
| 1984.      | Пази шта радиш                              | конобар                 |
| 1984.      | Формула 1 (серија)                          |                         |
| 1985.      | Звезде на челу                              |                         |
| 1985.      | Неуспела мућка                              | радио-репортер          |
| 1985.      | Ћао инспекторе                              | Мрки                    |
| 1986.      | Секула и његове жене                        |                         |
| 1986.      | Фрка (ТВ серија)                            |                         |
| 1986.      | Таторт                                      |                         |
| 1987.      | И то се зове срећа                          | Јова                    |
| 1987.      | Хајде да се волимо                          |                         |
| 1988.      | Ортаци                                      | Станимир                |
| 1988.      | Тајна манастирске ракије                    | џепарош                 |
| 1989.      | Свети Георгије убива аждаху (ТВ филм)       | Зоја Рибар              |
| 1990-е▲    |                                             |                         |
| 1990.      | Заборављени (серија)                        |                         |